# كيت فاغان (كاتبة)
كيت فاغان (بالإنجليزية: Kate Fagan)‏ هي كاتِبة وشاعرة أسترالية، ولدت في 1973.